# アレックス・リー
アレックス・リー（Alex Lee、1985年6月24日 - ）は、ボスニア・ヘルツェゴビナ出身のプロレスラー。

## 経歴
大学で法律と金融、二つの学士号を取得し、卒業後は銀行員として勤務していた。
2010年にカナダへ渡り、ランス・ストームの下でトレーニングを重ね、10月2日にオーストラリアのPWAでデビュー。
2011年3月、WWEとデベロップメンタル契約を結び、6月22日にFCWデビュー。同年にリングネームをリア・ウエストと改めFCWディーバ王座にも挑戦したが、同年末にリリースされる。
2012年、PWAクイーンズランドでアレックス・リーに改名し再デビュー。クイーンズランド女子王座も獲得。
6月に初来日を果たし、20日REINA×WORLDに参戦。
各国を転戦し、2014年にWNC-REINA旗揚げ戦に参戦。以降REINA所属として日本で活動。
2014年8月31日、アイスリボン初参戦して松本都と組み勝利。
2015年9月現在、センダイガールズプロレスリング、スターダム、ワールド女子プロレス・ディアナ、KAIENTAI DOJOなど日本の団体を転戦。
2017年からはOZアカデミーにも進出、尾崎魔弓代表率いるヒールユニット正危軍に参加。

## 得意技
- アレックスキック

## 獲得タイトル
- PWAクイーンズランド女子王座